# Latacunga
Latacunga – miasto w Ekwadorze, stolica prowincji Cotopaxi. Według spisu ludności z 28 listopada 2010 roku miasto liczyło 63 842 mieszkańców. 
W mieście rozwinął się przemysł papierniczy, meblarski, chemiczny, spożywczy oraz rzemieślniczy.